# Mateja Pučnik
Mateja Pučnik, slovenska geografinja, zgodovinarka in političarka, * 4. maj 1974, Zreče.
Kot članica Slovenske demokratske stranke je bila poslanka 6. državnega zbora Republike Slovenije.